# Agon-Coutainville
Agon-Coutainville é uma comuna francesa na região administrativa da Normandia, no departamento Mancha. Estende-se por uma área de 12,36 km². Em 2010 a comuna tinha 2 885 habitantes (densidade: 233,4 hab./km²).